# Ngoại giao chiến lang

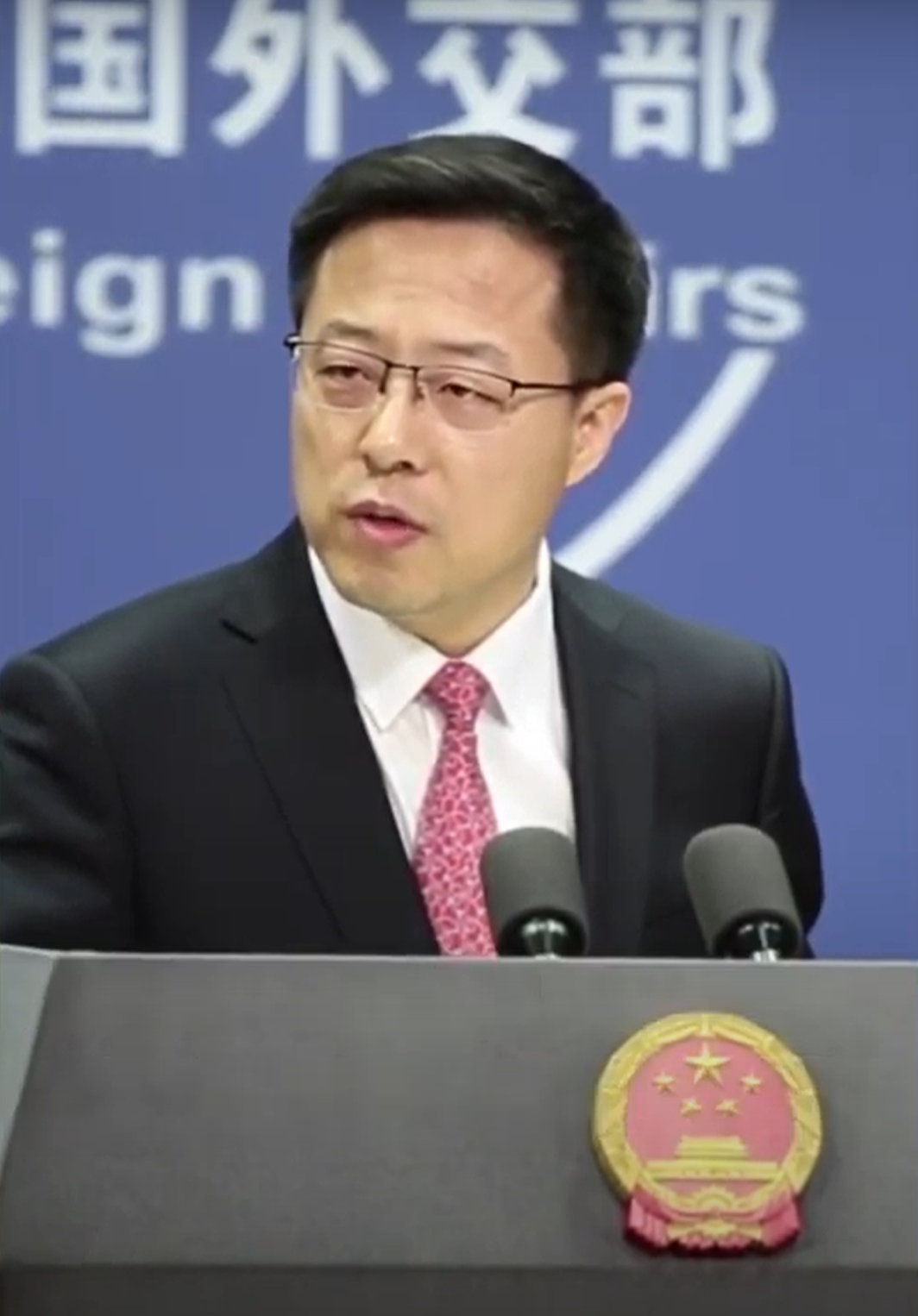
Người phát ngôn Bộ Ngoại giao Trung Quốc Triệu Lập Kiên. Bộ Ngoại giao là một trong nhiều cơ quan của chính phủ Trung Quốc ngày càng sử dụng các chiến thuật ngoại giao hung hăng.

Ngoại giao chiến lang (tiếng Trung: 战狼外交; bính âm: zhànláng wàijiāo) mô tả một phong cách ngoại giao hung hăng được các nhà ngoại giao Trung Quốc trong thế kỷ 21 dưới chính quyền của lãnh đạo Trung Quốc Tập Cận Bình áp dụng. Thuật ngữ này được đặt ra từ một bộ phim hành động Trung Quốc theo phong cách Rambo, Chiến lang 2. Phong cách này trái ngược với các hoạt động ngoại giao trước đây của Trung Quốc được tối đa hóa với tên gọi thao quang dưỡng hối (韬光养晦; bính âm: taoguang yanghui, nghĩa đen là "giữ vị thế thấp") của Đặng Tiểu Bình, trong đó đã nhấn mạnh việc tránh tranh cãi và sử dụng các luận điệu hợp tác. Thành ngữ này là viết tắt của chiến lược của Đặng "quan sát một cách bình tĩnh, đảm bảo vị trí, đối phó với công việc một cách bình tĩnh, che giấu năng lực và tiết chế thời gian, giỏi duy trì một lý lịch thấp và không bao giờ tuyên bố mình là lãnh đạo." Ngoại giao chiến lang mang tính đối đầu và chiến đấu, với những người ủng hộ nó lớn tiếng lên án bất kỳ lời chỉ trích nào đối với Trung Quốc trên mạng xã hội và trong các cuộc phỏng vấn.
Mặc dù cụm từ "ngoại giao chiến lang" chỉ được phổ biến như một mô tả về cách tiếp cận ngoại giao này trong đại dịch COVID-19, sự xuất hiện của các nhà ngoại giao kiểu chiến lang đã bắt đầu vài năm trước đó. Chính sách đối ngoại của lãnh đạo Trung Quốc và Tổng Bí thư Đảng Cộng sản Trung Quốc Tập Cận Bình tạo ra sự thù địch chống Trung Quốc từ phương Tây giữa các quan chức chính phủ Trung Quốc, và những thay đổi trong bộ máy ngoại giao Trung Quốc được coi là những yếu tố dẫn đến sự xuất hiện của phong cách ngoại giao này.

## Tổng quan

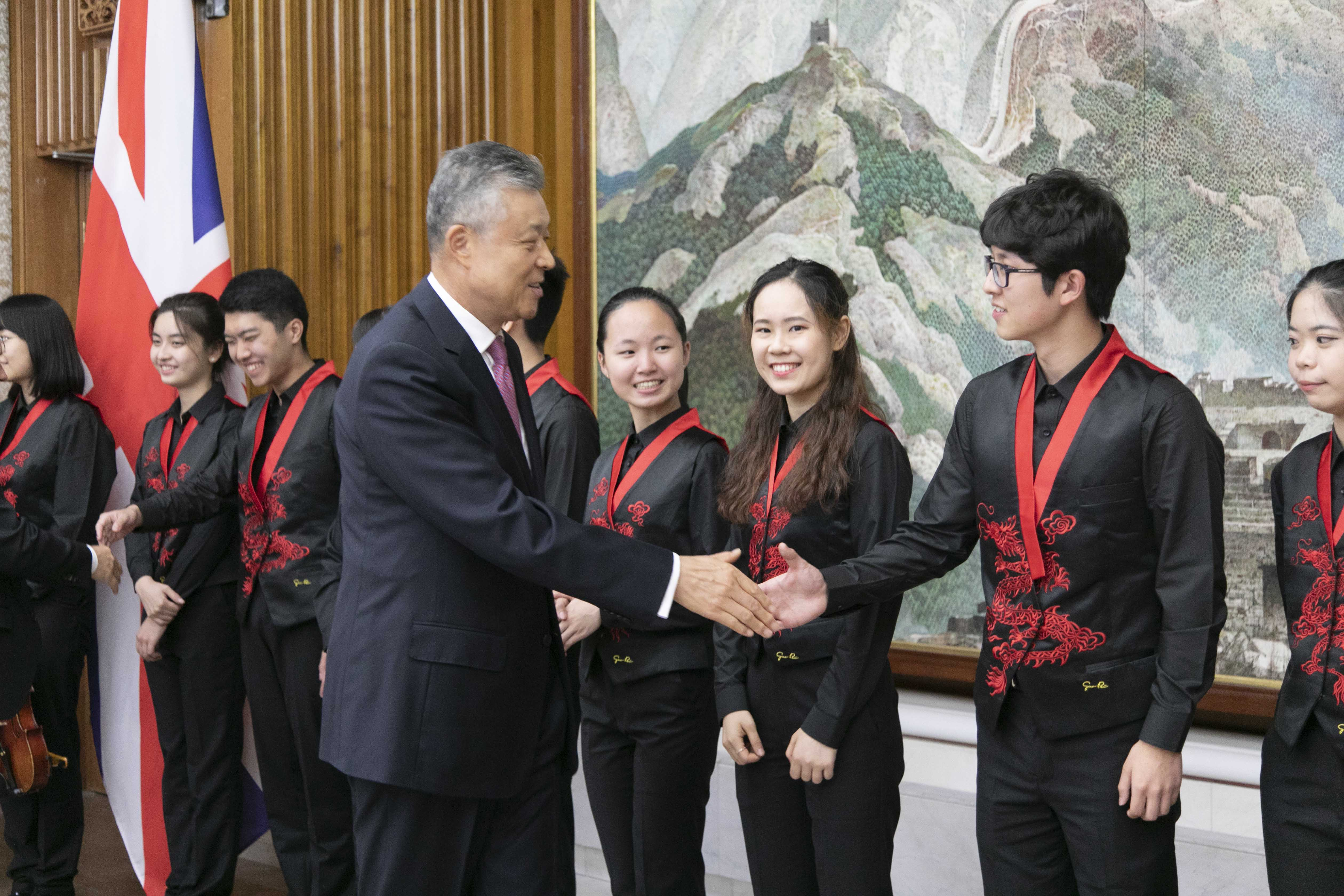
Các thành viên Dàn nhạc Thanh niên Quốc gia Trung Quốc với Lưu Hiểu Minh tại Đại sứ quán Trung Quốc, Luân Đôn

Ngoại giao chiến lang được đặc trưng với việc các nhà ngoại giao Trung Quốc sử dụng các luận điệu đối đầu, cũng như việc các nhà ngoại giao này tăng cường việc sẵn sàng phản bác lại những lời chỉ trích về Trung Quốc và tranh cãi của tòa án trong các cuộc phỏng vấn và trên phương tiện truyền thông xã hội. Đó là sự khác biệt với chính sách đối ngoại của Trung Quốc trước đây, vốn tập trung vào hoạt động hậu trường, tránh tranh cãi và ủng hộ luận điệu hợp tác quốc tế, được minh chứng bằng châm ngôn rằng Trung Quốc "phải che giấu sức mạnh của mình" trong ngoại giao quốc tế. Sự thay đổi này phản ánh sự thay đổi lớn hơn trong cách chính phủ Trung Quốc và ĐCSTQ liên hệ và tương tác với thế giới rộng lớn hơn. Các nỗ lực nhằm kết hợp cộng đồng người Hoa kiều vào chính sách đối ngoại của Trung Quốc cũng đã tăng cường với trọng tâm là lòng trung thành dân tộc hơn lòng trung thành quốc gia.
Ngoại giao chiến lang bắt đầu xuất hiện vào năm 2017, mặc dù các thành phần của nó đã được đưa vào chính sách ngoại giao của Trung Quốc trước đó. Một nỗ lực ngoại giao quyết đoán tương tự như ngoại giao chiến binh sói cũng được ghi nhận sau cuộc khủng hoảng tài chính năm 2008. Sự xuất hiện của ngoại giao chiến lang gắn liền với tham vọng chính trị của Tập Cận Bình, cũng như sự thù địch chống Trung Quốc của phương Tây giữa các quan chức chính phủ Trung Quốc.